# Your Love Is My Drug
"Your Love Is My Drug" là bài hát của ca sĩ và nhạc sĩ người Mỹ, Kesha, từ album đầu tay của cô, Animal. Nó được phát hành là đĩa đơn thứ ba vào ngày 21 tháng 5 năm 2010. Bài hát được viết bởi Kesha, Pebe Sebert cùng với Ammo, người đồng sản xuất bài hát với Dr. Luke và Benny Blanco. "Your Love Is My Drug" được cô viết khi đang bay trên máy bay. Kesha nói rằng bài hát có một thông điệp nhắn nhủ bạn hãy thoải mái và cô không muốn mọi chuyện bị quan trọng hóa quá mức.
Bài hát nhận được rất nhiều đánh giá. Giới phê bình khen ngợi đoạn hook rất hợp với điệp khúc của bài hát. Vài người thì rất thích vì Kesha biết cách tạo ra một bài nhạc pop mạnh mẽ, trong khi số khác thì nói bài hát rất dễ dàng để đoán trước và nghe rất ngu ngốc. Cùng với lúc phát hành của album, bài hát đã xếp hạng tại Hoa Kỳ, Anh Quốc và Canada. Từ khi được phát hành là đĩa đơn chính thức nó đã leo lên được top 5 tại Úc và Hoa Kỳ, trong khi lọt vào top ten tại Canada. Bài hát đã bán được hơn 2 triệu bản sao tại Mỹ.
Kesha diễn bài hát cùng với "Tik Tok" trên mùa thứ 35 của chương trình Saturday Night Live, cô đã được trang điểm với bộ đồ dạ quang phát sáng. Trong video âm nhạc, Kesha quay trên một sa mạc trong khi bị người yêu cô đuổi theo. Ý nghĩa của video là khi bạn yêu một ai đó say đắm, tình yêu đó được so sánh giống như một liều thuốc phiện vậy. Video có xuất hiện những đoạn hoạt hình được lấy cảm hứng từ phim Yellow Submarine của The Beatles.

## Viết nhạc và cảm hứng
"Your Love Is My Drug" được viết bởi Kesha, cùng với mẹ cô Pebe Sebert và Joshua Coleman. Bài hát được sản xuất bởi Dr. Luke, Benny Blanco và Ammo. Trong một cuộc phỏng vấn với MTV, Kesha nói rằng bài hát được "viết trên một máy bay, trong vòng 10 phút" và bài hát có một lời một thông điệp nhắn nhủ bạn hãy thoải mái và cô không muốn nó bị quan trọng hóa quá mức. Khi hỏi về một dòng ở đoạn kết bài hát ("I like your beard") và nó đến từ đâu, Kesha giải thích, "Tôi luôn luôn thích những anh chàng râu ria. Tại vì tôi đến từ Nashville mà."

## Nhạc và lời
"Your Love Is My Drug" là một bản midtempo dance được dựng lên theo thể loại nhạc điện tử và nhạc dance. Bài hát sử dụng nhiều autotune trên nền nhạc điện tử rất mạnh mẽ. Giọng hát của Kesha trên bài hát được mô tả là kiểu hát nửa rap-nửa hát rất đặc biệt của cô.

## Video

Kesha được thấy trong hoạt hình ở video, lấy cảm hứng từ phim Yellow Sub "Yellow Submarine" của The Beatles

Video cho bài hát do Honey đạo diễn, được quay vào ngày 6 và 7 tháng 4 năm 2010 tại sa mạc Lancaster ở California. Nó được công chiếu trên Vevo lúc 12:01 AM vào ngày 13 tháng 5 năm 2010. Kesha đánh giá nội dung sau video trong một cuộc phỏng vấn, "Khi bạn yêu một ai đó say đắm, tình yêu đó được so sánh giống như một liều thuốc phiện vậy." Cô cho tất cả các con vật kết hợp chặt chẽ trong video này và giải thích rằng cô là "một người yêu thú vật". Kesha nói thêm về video, "Tôi còn cưỡi cả voi nữa — và, um, tôi nhảy trong một hang động với một bồ độ được sơn bằng sơn dạ quang. Tôi đã ở trong hang động, ở trên sa mạc, và nó rất là vui." Khi được hỏi về cảm hứng để làm video này, cô nói "Video này lấy cảm hứng từ phim "Yello Submarine" của The Beatles, những đoạn hoạt hình đó. Có một vài điểm giống bộ phim trong video này luôn".
Video bắt đầu với Kesha dạy bên cạnh người yêu cô; sau đó cô liền bỏ chạy rồi bị người đàn ông đuổi theo. Kesha đi bộ trên sa mạc cùng với những cảnh cô đang cưỡi một con voi và đeo mặt nạ cọp rồi lăn lộn trên nền cát. Sau đó là cảnh họ đang trên một chiếc thuyền hát và giả vờ để hợp với những cảnh hoạt hình chuyển động của mặt nước được thêm vào. Rồi tới một đoạn chỉ toàn là hoạt hình với cảnh Kesha đóng vai một nàng tiên cá. Cô tiên cá và anh chàng hôn nhau; video nhảy tới cảnh nơi Kesha đứng trên một núi đá. Tiếp đến là Kesha được quay với bộ đồ dạ quang trong bóng tối khi đang nhảy trong một hang động với một con trăn quàng trên cổ cô. Video kết thúc với cảnh Kesha ngồi bên người yêu cô trước đám lửa sáng trên sa mạc.

## Diễn biến trên bảng xếp hạng
Vào tháng 1 năm 2010, dựa vào lượng tải kỹ thuật số rất mạnh, bài hát đã xếp hạng tại Canada, Hoa Kỳ và Anh Quốc, debut ở vị trí số 58,, 27, và 63. Tại Hoa Kỳ, bài hát xếp hạng trong vòng 6 tuần sau đó rớt hạng và đã xếp hạng lại tại vị trí 91 trong tuần của ngày 13 tháng 4 năm 2010. Sau nhiều tuần leo hạng, bài hát đạt đến vị trí cao nhất tại số 4 và giữ vững vị trí trong 2 tuần. Điều đó làm cô có một đĩa đơn thứ ba lọt vào top ten tại Hoa Kỳ. Vào ngày 9 tháng 6 năm 2010, "Your Love Is My Drug" leo tới vị trí quán quân tại bảng xếp hạng Pop Songs của Billboard, làm Kesha trở thành nghệ sĩ nữ thứ năm từ đầu năm 2000, và thứ ba trong vòng 2 năm qua, có ít nhất 2 bài hát đạt vị trí quán quân từ album đầu tay. "Your Love Is My Drug" cũng đạt vị trí quán quân tại bảng xếp hạng Hot Dance Club Songs của Billboard và giữ vững vị trí trong một tuần. Bài hát được chứng nhận 2 đĩa Bạch kim bởi Recording Industry Association of America (RIAA) với 2,000,000 được bán.
Tại Canada, bài hát có mặt trên bảng xếp hạng trong 6 tuần sau đó rớt hạng rồi vào lại ở vị trí 98. Sau khi leo hạng trong nhiều tuần, bài hát chuyển tới và đạt vị trí cao nhất ở số 6. Đĩa đơn tụt xuống vị trí số 7 trong một tuần sau đó và giữ vững vị trí trong 2 tuần, sau vài tuần, bài hát lại leo lại lên vị trí số 6 và giữ vững trong 3 tuần.
Bài hát xuất hiện tại vị trí 63 trên bảng xếp hạng Anh Quốc, rớt ra bảng xếp hạng trong tuần sau. Đĩa đơn lại xếp hạng lại trong tuần của ngày 16 tháng 5 năm 2010, ở vị trí 60. Ngày 19 tháng 6 năm 2010 sau 4 tuần leo hạng, nó đạt tới vị trí cao nhất ở 15. "Your Love Is My Drug" có số tuần trong bảng xếp hạng này lâu hơn đĩa đơn trước "Blah Blah Blah". Tại New Zealand bài hát debut ở số 29 trong tuần ngày 17 tháng 5 năm 2010 rồi leo lên vị trí số 15. Đĩa đơn xuất hiện trên bảng xếp hạng Úc tại số 25, tuần sau nó chuyển tới 17. Ngày 6 tháng 6 năm 2010, bài hát đã đạt tới vị trí cao nhất ở số 3. Nó đã được chứng nhận Bạch kim bởi Australian Recording Industry Association (ARIA).

## Danh sách bài hát
| - Đĩa đơn tại Úc 1. "Your Love Is My Drug" (Album Version) – 3:06 2. "Your Love Is My Drug" (Instrumental Version) – 3:06 - Đĩa đơn tại Anh 1. "Your Love Is My Drug" – 3:06 2. "Your Love Is My Drug" (Dave Audé Radio) – 3:49 | - Đĩa mở rộng tại Anh 1. "Your Love Is My Drug" – 3:06 2. "Your Love Is My Drug" (Dave Audé Radio) – 3:49 3. "Your Love Is My Drug" (Bimbo Jones Radio) – 3:07 4. "Your Love Is My Drug" (Music Video) – 3:28 |

## Thông tin bài hát
- Sáng tác – Kesha Sebert, Pebe Serbert, Joshua Coleman
- Sản xuất – Dr.Luke, Benny Blanco, Ammo
- Biên tập thanh nhạc – Dr.Luke, Benny Blanco, Ammo
- Thu âm – Vanessa Silberman, Megan Dennis, Becky Scott
- Kỹ thuật – Emily Wright, Matt Beckley
- Chỉnh sửa giọng hát– Emily Wright

Nguồn

## Xếp hạng và lượng tiêu thụ
| Bảng xếp hạng (2010)                | Vị trí cao nhất |
| ----------------------------------- | --------------- |
| Úc (ARIA)                           | 3               |
| Áo (Ö3 Austria Top 40)              | 12              |
| Bỉ (Ultratop 50 Flanders)           | 27              |
| Bỉ (Ultratip Wallonia)              | 2               |
| Canada (Canadian Hot 100)           | 6               |
| Đan Mạch (Tracklisten)              | 34              |
| Châu Âu Hot 100 Singles (Billboard) | 34              |
| Đức (GfK)                           | 19              |
| Hungary (Rádiós Top 40)             | 7               |
| Ireland (IRMA)                      | 10              |
| Nhật Bản (Japan Hot 100)            | 33              |
| Hà Lan (Dutch Top 40)               | 22              |
| New Zealand (Recorded Music NZ)     | 15              |
| Tây Ban Nha (PROMUSICAE)            | 23              |
| Slovakia (Rádio Top 100)            | 9               |
| Thụy Sĩ (Schweizer Hitparade)       | 34              |
| Anh Quốc (OCC)                      | 13              |
| Hoa Kỳ Billboard Hot 100            | 4               |
| Hoa Kỳ Pop Airplay (Billboard)      | 1               |

| Quốc gia    | Chứng nhận (Theo doanh số) |
| ----------- | -------------------------- |
| Úc          | Bạch kim                   |
| New Zealand | Vàng                       |
| Hoa Kỳ      | 2× Bạch kim                |

## Lịch sử phát hành
| Quốc gia | Ngày                |
| -------- | ------------------- |
| Hoa Kỳ   | 20 tháng 4 năm 2010 |

| Quốc gia | Ngày                | Định dạng       |
| -------- | ------------------- | --------------- |
| Úc       | 21 tháng 5 năm 2010 | Đĩa đơn         |
| Anh Quốc | 6 tháng 6 năm 2010  | Tải kỹ thuật số |
| Anh Quốc | 6 tháng 6 năm 2010  | Đĩa mở rộng     |